# Il gioco proibito
Il gioco proibito (The Forbbiden Game) è una serie fantasy del 1994 della scrittrice statunitense Lisa J. Smith.

## Trama

### "La Casa degli Orrori"
Alla ricerca del regalo perfetto per il suo ragazzo, Jenny Thornton si imbatte in uno strano, inquietante negozio di giochi. Dietro al bancone, un ragazzo ancora più strano, con i capelli argento e gli occhi di un blu elettrico, vende antichi giochi in scatola, amuleti, strani artefatti. Si chiama Julian, e a Jenny consiglia proprio di acquistare uno di quei giochi in scatola molto particolari. La confezione è completamente bianca, non ci sono scritte né immagini, e le istruzioni cominciano con un avvertimento che mette i brividi: «Entrare nel Mondo delle Ombre può essere fatale». Le regole sono molto semplici: ogni partecipante deve scrivere la sua più grande paura e disegnare con dei pennarelli una grande casa vittoriana, il regno dell'Uomo Ombra. Jenny è misteriosamente attratta dalla sfida e organizza subito una partita insieme ai suoi più cari amici. Ma il gioco si trasforma in realtà, e la casa diventa vera. In ogni camera si annida un incubo, e nelle stanze prendono forma le paure più oscure dei ragazzi, che si ritrovano a vagare per i suoi tortuosi corridoi, fino a precipitare nell'inferno che ribolle nelle loro menti. La partita è iniziata, e la posta in palio è la vita di Jenny

### "L'Inseguimento"
Jenny e i suoi amici hanno accettato la sfida di Julian, l'Uomo Ombra, e sono riusciti a confinarlo nel suo mondo di ghiaccio. Hanno vinto il Gioco Proibito, e sperano di essere usciti per sempre dall'incubo. Ma Julian non si arrenderà finché non avrà soddisfatto il suo folle, malato desiderio. Vuole che Jenny sia sua, ed è disposto a tutto per averla: rapisce i suoi amici e scatena terribili creature soprannaturali. Quando si trova ad affrontare un lupo gigantesco e un serpente dalle mille spire, Jenny capisce che non può più scappare. Deve giocare un'altra partita. Le regole sono semplici: chi non supera le prove di Julian, muore. Chi è abbastanza forte e determinato da sopravvivere, vince. E la posta in palio è sempre la stessa: il cuore e la vita di Jenny.

### "L'Ultima Mossa"
Una scatola acquistata per curiosità in un negozio di giocattoli. Poi, quello che sembrava un innocente passatempo è diventato un incubo. Le ombre sono calate sul tavolo da gioco ed è accaduto il peggio… Ora Jenny sa che il suo fidanzato Tom e suo cugino Zach sono ostaggi del perfido Julian, prigionieri degli inferi. Per salvarli lei e i suoi amici Audrey, Michael e Dee dovranno avventurarsi nel Mondo delle Ombre, ma il loro cammino non sarà facile. Perché, mentre Julian continua a lasciare falsi indizi per sviarli dalla verità, mossa dopo mossa si fa sempre più chiaro che sta per consumarsi una terribile caccia al tesoro. Per difendersi i ragazzi hanno a disposizione solo un'antica, oscura iscrizione, la chiave d'accesso alle porte dell'inferno.

## Personaggi
Jenny Thorthon
È la protagonista femminile. Bella e intelligente, da piccola Jenny entrò nella cantina di suo nonno, aprendo la porta che liberò gli Uomini Ombra. Da sempre è fidanzata con Tom Loke.
Nel libro è descritta come "una ragazza snella con capelli dello stesso colore 'del miele sotto il sole', le sopracciglia dritte come due pennellate decise e occhi color verde foresta, scuri come aghi di pino."
Nel corso della trilogia cambierà molto, tanto che i suoi amici, e persino lei, sembrano accorgersene, leggermente spaventati. Alla fine dell'ultimo libro scoprirà di provare una sorta d'affetto per Julian, e si renderà conto che non riuscirà mai a dimenticarlo.
Julian
È un Uomo Ombra, un principe delle tenebre che si è innamorato di Jenny. È molto attraente e Jenny rimane subito colpita da lui, ma Julian è bello quanto cattivo e perfido, e farà di tutto pur di conquistarla, pronto a far del male a chi di più caro Jenny abbia, per averla sua. Nel libro è descritto come un ragazzo "snello, elegante, avvolto da un'indubbia aria di pericolo. I suoi capelli, di un biondo chiarissimo quasi bianco, come il colore del gelo o della foschia, sono tagliati corta sui lati e lunghi dietro e davanti, ricadendo sugli occhi di un incredibile, indefinibile blu."
Nel corso dei libri si capisce che l'attrazione per Jenny non è semplicemente un folle, malato desiderio. "Ti voglio per... luce nell'oscurità, per così dire". Alla fine del terzo libro rivelerà un altro lato di lui, il suo lato "lunare", come dice Jenny, e si sacrificherà per Jenny e i suoi amici. Quando muore, cambia l'iscrizione dell'anello che regalò a Jenny nel primo libro. Da "Tutto il resto rifiuto, e scelgo te", a "Io sono l'unico padrone di me stesso".
Dee
È una delle migliori amiche di Jenny. È cintura nera di kung fu e ama lo sport e i cibi sani. La sua paura, nel primo libro, è quella degli alieni, che dovrà affrontare nella casa degli orrori.
È sempre stata una rivale di Audrey, che odia per via della sua superficialità, smentita pian piano nella storia. Alla fine del terzo libro anche lei cambierà, a seguito di una chiacchierata con Julian, e sceglierà di fare il college. Diventerà anche amica di Audrey.
Tom Locke
È un ragazzo atletico abituato ad avere tutto in modo semplice. La sua più grande paura è quella di perdere Jenny e l'arrivo di Julian gli farà credere davvero d'averla persa per sempre. Ma le sue paure saranno smentite alla fine del terzo libro, capendo che quel che Jenny provi per Julian sia soltanto affetto.
"Davvero maledettamente bello, con i suoi capelli castano scuro ordinati e tagliati corti e il sorriso vagamente beffardo. Indossava abiti semplici, come gli altri ragazzi, ma in qualche modo li portava in modo diversa. Faceva sembrare dei normali jeans un paio di pantaloni cuciti su misura."
Zach
È il cugino di Jenny e prova un certo interesse e una certa gelosia verso di lei. Ama la fotografia e passa ore intere nel suo studio nel garage. La sua più grande paura, nel primo libro, è quella di essere pazzo come il nonno, che fu accusato di aver aggredito Jenny. Descritto nel libro come "un ragazzo dai capelli chiari legati in una coda, un volto intenso con il naso aquilino e gli occhi grigi come il cielo invernale."
Nel corso del secondo libro perderà la voglia di fare fotografie, in quanto, a seguito del suo viaggio nel Mondo delle Ombre, niente gli sembra più così da immortalarlo in foto. Si prenderà una cotta per Summer.
Audrey
È una ragazza ricca e viziata, ma ha un grande cuore. Ha una storia con Michael. Il suo incubo, nel primo libro, riguarda una storia sugli elfi che le raccontava la tata. Viene descritta come una ragazza sempre perfetta, con lunghi capelli armati e occhi dorati. Inizialmente è molto superficiale, ma, con la storia con Michael, inizia a capire la vera importanza dell'amore.
Michael
È un saputello bravo a scuola, il cui incubo, nel primo libro, è di trasformarsi in una pianta. Ha una relazione con Audrey. La descrizione di Michael nel libro: "Sembrava un orsacchiotto, con i capelli scuri disordinati, la felpa grigia stropicciata, gli occhi liquidi da spaniel e lo sguardo sarcastico."
È molto dolce, ed anche fifone, ma, alla fine, farà sempre la cosa giusta.
Summer
È una ragazza carina e ingenua. Non è particolarmente attraente né la più sveglia del gruppo. La sua più grande paura, nel primo libro, è quella di rimanere sepolta nella sua camera da un mare di rifiuti.
"Minuta, con i capelli morbidi e delle fossette in cui veniva voglia di infilare le dita."
Gli amici la crederanno morta a corso del primo e secondo libro, ma, nel terzo, si scoprirà che sia solo stata prigioniera nel Mondo delle Ombre, e che abbia solo dormito per tutto il tempo.

## I libri
La serie è composta da tre volumi pubblicati nel 1994, ma l'autrice sta scrivendo il quarto. 
- La casa degli orrori (The Hunter, 1994), Newton & Compton, 2010, pp 240, ISBN 978-88-541-1873-7
- L'inseguimento (The Chase, 1994), Newton & Compton, 2010, pp 243, ISBN 978-88-541-2220-8
- L'ultima mossa (The Kill, 1994), Newton & Compton 2011, pp 241, ISBN 978-88-541-2822-4
- Rematch (TBA)[1]